# Gilberto Duarte
Gilberto Duarte, né le 6 juillet 1990 à Portimão, est un handballeur international portugais qui évolue au poste d'arrière gauche.

## Biographie
Gilberto Duarte commence sa carrière au FC Porto à seulement 17 ans et y signe son premier contrat professionnel en 2007. Vainqueur du Championnat du Portugal à 7 reprises, il signe en 2016 pour le club polonais du Wisła Płock, malgré l'attention que Chambéry portait sur lui 
Joueur clé du vice-champion polonais, il signe en 2018 un contrat d'une saison au FC Barcelone.
Dès octobre 2018, des sources indiquent une arrivée probable à compter de la saison 2019-2020 à Montpellier. Son transfert est confirmé en janvier 2019 pour une durée de 3 ans.
À l'intersaison 2022, il devait rejoindre le Vardar Skopje mais le comité exécutif de l’EHF a exclu le club macédonien de toute coupe d'Europe, Duarte s'engage finalement avec le club allemand du Frisch Auf Göppingen.

## Palmarès
Compétitions internationales
- Vainqueur de la Coupe du monde des clubs (1) : 2018

Compétitions nationales
- Vainqueur du Championnat d'Espagne (1) : 2019
- Vainqueur du Championnat du Portugal (7) : 2009, 2010, 2011, 2012, 2013, 2014, 2015
- Deuxième du Championnat de Pologne (2) : 2017 et 2018
- Vainqueur de la Coupe d'Espagne (1) : 2019
- Finaliste de la Coupe de Pologne (1) : 2017
- Vainqueur de la Coupe ASOBAL (1) : 2019
- Vainqueur de la Supercoupe d'Espagne (1) : 2018
- Vainqueur de la Supercoupe du Portugal (2) : 2009, 2014

## Statistiques
| Saisons   | Club           | Compétitions    | Compétitions                                      | Compétitions     | Compétitions |
| Saisons   | Club           | Nationales      | Internationales                                   | Total            |              |
| --------- | -------------- | --------------- | ------------------------------------------------- | ---------------- | ------------ |
| 2016-2017 | Wisła Płock    | 34 MJ (79 buts) | LDC - 14 MJ (44 buts)                             | 48 MJ (123 buts) |              |
| 2017-2018 | Wisła Płock    | 34 MJ (78 buts) | LDC - 13 MJ (44 buts)                             | 47 MJ (122 buts) |              |
| 2018-2019 | FC Barcelone   | 31 MJ (81 buts) | LDC - 16 MJ (29 buts) Super Globe - 3 MJ (3 buts) | 50 MJ (113 buts) |              |
| 2019-2020 | Montpellier HB | 16 MJ (25 buts) | LDC - 10 MJ (25 buts)                             | 26 MJ (50 buts)  |              |
| 2020-2021 | Montpellier HB | 24 MJ (51 buts) | EHL - 10 MJ (15 buts)                             | 34 MJ (66 buts)  |              |
| 2021-2022 | Montpellier HB | 18 MJ (43 buts) | LDC - 10 MJ (24 buts)                             | 28 MJ (67 buts)  |              |